# リネージュII
リネージュII（英: Lineage II）は、韓国のNCSOFTが開発したMMORPG。韓国・台湾・日本・中国・アメリカなどで人気を集めたMMORPG 「リネージュ」の後継作。通称はリネ2。韓国、日本、台湾、東南アジア、アメリカ、インドネシア、タイ、欧州共同体、ロシアの9カ国で公式に運営を行っている。
日本では、エヌ・シー・ジャパン株式会社がサービスを展開している。課金方式は月額課金制。
2008年7月15日より、従来の定額制課金に加え、新たに従量制課金を開始した2011年11月8日の巨大アップデートによりゲーム内環境が大幅に変更。神話上の神シーレンの復活により、フィールドの大部分がリニューアル。レベルアップがしやすいゲームデザインになり、これからスタートするユーザーへの心理的障壁が大幅に下がった。
2012年6月には正式サービス8周年を迎え、11月20日には『タワー オブ アイオン』と共に初級・中級レベル（レベル1 - 84）のゲームプレイを大幅無料化・新課金制度を盛り込んだハートフルプライスを開始。
2018年5月23日、ライブサーバー・パプリオンを新設。期間限定で無料化されていた。
2019年2月27日より、クラシックサービスにソロ狩り特化の新サーバー・アデンを実装、同年10月30日に新クラス｢デスナイト｣の実装に伴い新たにデスナイトサーバーを新設。なおデスナイトクラスは、現在アデン・デスナイトサーバーでしか選択できない。
2019年10月30日、クラシックサーバーに続きライブサーバーにおいても基本プレイ無料化となったことでリネージュ2の全3種サービスが基本プレイ料金無料となった。

## 特徴
内容
内容は前作リネージュより過去の時代という設定、およそ150年前とされている。そのため地名や人名で共通する部分もある。
操作方法
マウス操作でキャラクターの移動を行い、ファンクションキーにセットしたスキルで様々なアクションを行う。
近年のアクション性の高いオンラインゲームとは異なり、初心者でも気軽にプレイできるよう設計されている。
グラフィック
キャラクターデザインについては日本のアニメを盛んに研究したといわれ、欧米発のネットゲームにありがちな彫りの深い顔ではなく、日本の漫画アニメ調のデザインになっている。
Unreal Engineの採用により、シームレスな3Dマップの世界が展開される。昼夜の概念があり、ゲーム内時間によって明るくなったり暗くなったりを繰り返し、その昼夜の1サイクルは現実の時間で4時間。クロニクル5で雨、雪等天候の概念が導入された。
以降もUnreal Engineに独自の拡張を行ない、現在でも見劣りしないグラフィックを維持している。
音楽
ゲーム内の音楽はChronicle4まではビル・ブラウン、Chronicle5まではアイノン・ズールが担当した。
全編オーケストラによって収録されており、完成度の高い楽曲が多い。
自由度
ゲーム内の自由度は数あるMMOの中でも高く、プレイスタイルを縛られたりすることは少ない。
装備
装備は「量産型」と呼ばれる武器、防具が安価に買うことができる。ただし、狩りの効率を考慮する、性能優先の装備が求められる風潮もあり、カジュアルゲームの様なファッション性を優先したゲームプレイは期待できない。ファッションの概念以外は前作のリネージュにも同様の傾向がある。
動作環境
現在、公式ホームページ内の「動作環境」において動作可能として表記されているOSはWindows 8.1、Windows 10となっている。

## ゲームシステム
ここでは、リネージュIIのゲームシステムについて説明する。他の多くのMMOと共通するもの、リネージュシリーズ独自でない重要性の低いもの、実際にゲームをプレイしているプレイヤーにしか判らない攻略情報、公式サイトで詳述されているものは省く。

### 基本システム
種族
リネージュIIでは種族と性別を最初に選び、この組み合わせで選択できる職業が決まる。ステータス差はわずかではあるものの、種族ごとに使える魔法・スキルには差がある。
サービス開始当初はヒューマン、エルフ、ダークエルフ、オーク、ドワーフの5種族だったが、2007年12月4日のファーストスローンアップデートでカマエルが追加、2014年6月24日のEpisode 1.0アップデートでアルテイアが追加され、現在7種族である。
このうち、オーク、ドワーフ、カマエル、アルテイアは前作リネージュでは登場しておらず、IIからの新種族である。
ドワーフの男性のデザインはファンタジー一般においてお馴染みの髭を生やしたスタイルとなっているが、ドワーフの女性は少女のようなデザインとなっている。
アルテイアで使用できるのは女性キャラクターのみとなっており、男性を選ぶことはできない。
詳しくは公式サイトの各種族解説ページ（ヒューマン、エルフ、ダークエルフ、オーク、ドワーフ、カマエル）を参照
スキルポイント（SP）
プレイヤーキャラクタはモンスターを狩る事により経験値 (EXP) とスキルポイント（以下SPと略す）を得る。EXPはレベルを上げるために、SPはスキルトレーナーを通じスキル（技・魔法）を習得するために必要となる。
転職
プレイヤーキャラクタは、レベルが20、40、76、85の時点に転職クエストを完了すれば上位のクラスに転職できる（左から順に一次職、二次職、三次職、四次職と呼ばれる。レベル85の転職は巨人の力に目覚めるというストーリー設定から「覚醒」と呼ばれる。）。この転職の度に、キャラクターは専門性を深め、より特化していくことになる。
スキル／魔法
詳細は「リネージュII公式サイト ゲームデータ」を参照
サブクラス
レベル75で、サブクラスとしてそれまでのクラスに加えて別の二次職になることができる。サブクラスを加えたキャラクタは、メインクラスとサブクラスを使い分けて別々に育てていく。
サブクラスを75まで育てる毎に新たにサブクラスを追加することが可能。最大3つまでサブクラスを追加することが出来る。
2019年6月12日にサブクラスシステムは削除され、メインクラス・デュアルクラスの2つのみとなった。
デュアルクラス
レベル80を達成したサブクラスのうち1つをデュアルクラスにすることができる。デュアルクラスは、メインクラスとほぼ同じ条件で育成することができる。
レベル105に変更された。
ノーブレス（貴族）
レベル75になり必要クエストを完了する必要があったが、T2アルテイメットより領地戦が導入され、参加して特定の領地のバッジを各領地管理人より100個もらえればノーブレス（貴族）になる事ができるようになった。(現在領地戦は廃止）ノーブレスは、自動的に男爵号が付与され、ノーブレスのみに与えられるスキル（死亡しても強化魔法を維持できたり、おもに戦争に関連した特殊なスキル）やゲートキーパーを通じて一般よりも拡張された専用のテレポート機能などの各種特典が与えられている。毎月の英雄を選出するためのオリンピアード競技に参加する資格を得ることができる（ただしメインクラスが覚醒済である必要がある）。
英雄
サーバ上のノーブレスの中から各四次職につき1人のみ英雄になることが出来る。英雄決定戦は毎月のオリンピアード競技による勝敗ポイントで決定される。血盟に所属していなくても自動的に侯爵の称号が付与される。
クエスト
リネージュIIではキャラクターの効率的な育成のための経験値取得、または手軽に金銭を稼ぐ・素材を入手する方法、そして転職のための必須項目としてNPCキャラクターに話しかけて開始する様々なクエストが用意されている。
サブクラス時のクエストは一部例外を除いてほとんどメインクラスと共有出来る。
レイド
フィールド上またはダンジョン内に多数存在する中ボス、大ボスなどの強力な大型モンスターをリネージュIIではレイドと呼び、通常モンスターと区別している。
これらは通常モンスターとは異なり1パーティ程度の人数ではまず倒せない非常に強力なモンスターで、プレイヤーが討伐者を募り大人数の複数パーティで討伐に挑む形で倒されている。倒した際の経験値、ドロップアイテムが魅力的なものが多く、活発に討伐されている。このレイドモンスターは復活に時間制限があり、一般レイドでは平均12～24時間、大型レイドでは最大で6日程度の間隔が開く。
また、一部の大型・一般レイドモンスターはサブクラス・ノーブレスクエストに密接に関連し、クエスト進行者はこれらのレイド討伐に参加しクエストを完了させる必要がある。
ペット（テイミング）
特定のNPCに話しかけてペット取得クエストを開始することによりクエスト完了時にペットを所有出来る。ペットは通常はペットアイテムの形でキャラクターの持ち物の中に表示され、ペットアイテムを使用することでペットが召喚されある程度キャラクターが操作出来るようになる。
一部のペットは成長させることで、そのペットに乗降が可能になるまで成長させることができる。
ホムンクルス（テイミング）
ホムンクルスは2020年3月に実装された既存のペットシステムのリニューアル版である。プレイヤーのHP・SP・VP・アデナを消費することで24時間に1回召喚することができ、プレイヤーに様々なバフ効果を与える。召喚される種類は完全ランダムであり一般・上級・最上級の3ランクの内、より高いものほど成長させたときに得られる効果が大きくなる。これまでのペット育成とは異なり育成にプレイヤーの経験値を必用としない、専用エサなどの消耗品の必要がない反面、実体化もしないので狩り等で共闘することはできない。
成長させるにはプレイヤーがフィールド上のモンスター500体を狩るかVPゲージ2本で1ポイントと交換し、これをつぎ込むことでレベル上げやスキルの獲得を行う。
釣り（フィッシング）
クロニクル4から実装された狩りに似たシステムで、プレイヤーはNPCから釣り竿と餌を購入し、NPCから釣りスキルを習って水辺で釣り竿と餌を装備し釣りスキルを使用することで釣り状態に入る。
釣りで得られるアイテムには通常の狩りでは得られないアクセサリーアイテムや特殊ポーションなどの一般製作図やその素材が得られる。
インスタントダンジョン（ID）
ファーストスローンより追加された新しい狩場システムで、利用者毎にダンジョンが生成され狩場の競合が発生しないようになっており、利用規模は個人から連合単位とさまざまである。
IDには利用制限時間が設けられており、一定時間が経過するか攻略条件を満たすと強制的に退去させられる。また再利用制限が設けられており、一度攻略条件を満たした場合（失敗した場合には再挑戦が可能）には数時間の経過か、翌朝または決められた曜日の6時30分にリセットされる（1回性のクエストのものは再利用できない）。
生産活動
ソウルショットやスピリットショットなどの消耗品は全キャラクターが製作図を購入・登録することで製作できるが、高レベルの武器や防具など戦闘に役立つ装備品の製作が出来るのはドワーフだけである。ただし、ドワーフが製作露店と呼ばれる製作可能アイテムに値段を付け手数料露店しているものに、必要アイテムを揃えて生産を行うことでドワーフ以外の種族でもアイテムを生産することが可能である。

### 対人戦
プレイヤーキラー（PK）
リネージュIIでは、一般にPK行為が、規約・システム上禁止されていない。
PK行為を行った場合、そのプレイヤーにはペナルティが課される。
GvG（血盟戦・クラン戦）
リネージュ2では小規模の血盟同士で争うGvGシステムが採用されている。基本的にリネージュ2ではプレイヤー同士の諍いにGMは一切関与しないことを運営規約で謳っている。リネージュ2ではこの種の争いをGvGで解決するシステムが採用されている。一方、血盟戦を好まない日本人プレイヤーの特性に配慮し、日本独自の仕様として血盟戦を布告されても血盟戦開始後即座に終結させることができるシステムを導入している。
攻城戦
2週間に1度ワールド内にある城の所有権を巡って、血盟同士の戦闘が行われる。城を奪取した血盟は領地内の政治活動に莫大な影響力を得られる。
次元戦
2週間に1度ワールド内にある城の所有権を巡って、全サーバー同士の戦闘が行われる。次元戦に参加するには次元戦専用の特設サーバーに転移する必要があり、キャラクターLv.99以上であれば誰でも参加することができる。
城を奪取した血盟は防衛回数によってアイテムを取得。またその血盟が各サーバー内においても城主であった場合は城下町にNPCが沸き、全てのプレイヤーが1週間限定で成長促進アイテムを受け取ることができる。現在はリネージュ2の世界における宗主国・アデン城のみが戦場となっている。
要塞戦
ワールド内に21ヶ所存在する要塞に対し攻撃布告を行うことで、その1時間後に要塞戦が開始される。基本的に布告は24時間いつでも行えるが、要塞戦終了後3時間以内は布告を受け付けるNPCが居なくなり布告はできない。要塞戦の時間は1時間。ただし攻城戦とは異なり、時間内に攻め側の血盟の1つが要塞の所有権を取った時点で要塞戦は終了する。
要塞は奪取後7日間（168時間）を経過すると自動的にNPCに所有権を奪われる。
領地戦(現在廃止)
2週間に1度土曜日に行われる。プレイヤーは9つある領地の中から好きな領地の傭兵隊長に申請することによって傭兵となり、他の領地のLv61以上をもつ職のプレイヤーを倒すなどのクエストをこなしていく。また、領地の守護物を確保することにより自分たちの血盟にその領地の特徴をなす保護魔法がかかるため、争奪戦が行なわれる。領地戦終了後は、領地管理人から領地バッジをもらえる。領地バッジ100個でノーブレスになれたり、一定数のバッジとアデナで特殊能力を持つアクセサリーなど「特産品」と交換できる。

## 大規模アップデート
リネージュIIでは基本的に半年に一回のペースで、大規模なアップデートが行われる。このアップデートにより新たな物語が展開するという設定である。原則としてこのアップデート以外には各種のバランス調整や新規マップ、ダンジョンの追加は行われない。この他、細かなバグやセキュリティホールの修正は公式サイトの「ゲーム内アップデート事項のお知らせ」で逐次紹介されている。
クローズドベータ
・2003年 11月6日 クローズド ベータテスト開始。
・2004年1月26日　クローズド ベータテスト終了。

クロニクル 混沌の年代記 (The Chaotic Chronicle)
- 2004年 2月11日 オープンベータテスト「Prelude」プレリュード開始。
- 2004年 6月25日 「Chronicle1：Harbingers of War」クロニクル1〜戦乱を呼ぶ者たち〜開始。同日正式サービスを開始。
- 2004年12月 7日 「Chronicle2：Age of Splendor」クロニクル2〜豊饒の時代〜開始。
- 2005年 5月18日 「Chronicle3：Rise of Darkness」クロニクル3〜目覚める闇〜開始。
- 2006年 2月 7日 「Chronicle4：Scions of Destiny」クロニクル4〜運命の継承者たち〜開始。
- 2006年 9月12日 「Chronicle5：Oath of Blood」クロニクル5〜血の盟約〜開始。

リファインプロジェクト
- 2006年10月24日 リファインプロジェクト実施。

スローン 混沌の王座 (The Chaotic Throne)
- 2007年 3月27日 「Interlude」目覚めの予感、未来への序章（インタールード）開始。
- 2007年12月 4日 ファーストスローン〜新たな種族カマエル〜開始。
- 2008年 3月25日 ファーストスローンPlus〜解放されし力〜開始。
- 2008年 7月22日 セカンドスローン〜希望のグレシア〜開始。
- 2008年10月21日 セカンドスローン追加アップデート実施。
- 2009年 4月 7日 セカンドスローン アルティメット開始。
- 2009年10月 6日 セカンドスローン Plus 〜祝福されし力〜開始。
- 2010年 5月25日 セカンドスローン フレヤ開始。
- 2010年12月26日 カオティックスローン クロニクルス開始。
- 2011年 6月21日 Sign of Destruction 開始。

破滅の女神（Goddess of Destruction）
- 2011年11月 8日 Chapter1 Awakening 開始。
- 2012年 2月14日 Chapter1 Awakening 追加アップデート 開始。
- 2012年 4月17日 Chapter2 Justice 開始。
- 2012年10月30日 Chapter2 JUSTICE ～Glory of Blood Alliance～ 開始。
- 2013年 4月23日 Goddess of Destruction Chapter3－Liberation－ 開始。

英雄の物語（Epeisodion）
- 2013年12月 3日 Epeisodion 開始。
- 2014年 6月24日 Episode 1.0 Ertheia 開始。
- 2014年 9月24日 Additionアップデート 開始。
- 2015年 3月 1日 Episode2.0 INFINITE ODYSSEY 開始。
- 2015年 9月16日 Episode 2.5 Dark Night Rhapsody 開始。
- 2015年 9月16日 Episode 2.5 Dark Night Rhapsody 開始。
- 2015年 12月16日 Episode 2.5 Dark Night Rhapsody ADVANCE開始。

英雄と大聖杯 (SEALED MEMORIES)
- 2016年4月13日 SEALED MEMORIES 開始。
- 2017年2月22日 GRAND CRUSADE 開始。
- 2017年10月18日 GATHERING OF WORLD HEROES 開始。
- 2018年6月7日 GATHERING WORLD HEROES 光明のリオナ 開始。

パプリオン
- 2018年12月12日 PAOURION 開始。

戦乱の幕開け
- 2019年2月27日 戦乱の幕開け 開始
- 2019年4月24日 戦乱の幕開け 追加アップデート 開始

- 2019年6月12日 戦乱の幕開け 追加アップデート 開始
- 2019年8月7日 戦乱の幕開け 追加アップデート 開始

- 2019年10月30日 戦乱の幕開け 追加アップデート 開始（基本料無料化）

THE HOMUNCULUS
- 2020年3月4日 THE HOMUNCULUS 開始
- 2019年7月22日 THE HOMUNCULUS 追加アップデート 開始

The Great Collector -アデン大陸の財宝-
- 2021年2月3日 The Great Collector -アデン大陸の財宝- 開始
- 2021年6月16日 The Great Collector -アデン大陸の財宝- 追加アップデート 開始

DEATH KNIGHT -Immoral Power-
- 2021年10月20日 DEATH KNIGHT -Immoral Power- 開始
- 2022年3月10日 DEATH KNIGHT -Immoral Power- 追加アップデート 開始

- 2022年4月27日 DEATH KNIGHT -Immoral Power- アディショナルアップデート1 開始
- 2022年5月18日 DEATH KNIGHT -Immoral Power- アディショナルアップデート2 開始

## 不正対策
リネージュIIでは規約違反に対する専門調査部門「Safety Protection」がある。問題のあるキャラクター発覚から短時間で制裁措置（BANなど）を行っており、今ではゲーム内でBOTを見かけることが減少した。制裁を受けたキャラクターの名前とキャラクターレベルは公式サイト上で発表される。
またユーザーからの報告を簡易的に収集できるよう、通報専用のアクションコマンドが実装された。
2008年4月30日付で取締りを強化する旨が発表され、併せて規約内容も変更された。今まででは不正行為を行った対象のみ、その処罰の適用がされていたが、不正行為を行っているものから同様に利益を得ている他キャラクター（または同一アカウント）にもその処罰の適用範囲が広がった。具体的にはBOTによるPTに所属し、自らは不正ツールを使わずに育成を行うなどの、規約の抜け道を突いていた者たちである。

## 外部からの被害
アカウント盗用
第三者からのアカウントハッキングによるアカウント盗難が重大な問題としてNCJ側にも認識されており、特にコンピュータウイルスを使用して大量のアカウントを乗っ取りゲーム内通貨を盗難する事件が頻繁に発生しており、リネージュII公式サイトでも頻繁に注意を呼びかけているほか、nProtect GameGuardを搭載し、さらに2012年1月31日から（ゲーム導入は2月14日より）ワンタイムパスワードを導入し不正アクセス防止策で対応している。
電子計算機損壊等業務妨害罪
2005年7月にリネージュIIサービスへの妨害行為として電子計算機損壊等業務妨害罪で中国人留学生が逮捕された事件が発生した。
DDoS攻撃
2008年11月以降、ログインサーバに対する集中的なDDoS攻撃が激化の一途を辿っている。そのため、運営会社が公式HPで言うところの「ゲームワールドに接続しにくい状態」が断続的に発生し続けている。
なお、運営会社はDDoS攻撃を行っている者について、不正プレイヤーの取り締まり強化に反発した何者かによる悪意の行為と判断しており、警察への被害届の提出などを行っている。
個人サーバ問題
2004年以降、リネージュIIサーバの外部流出により非公式な個人サーバが全世界で数千サーバ開設された。
エヌ・シー・ソフトはこれに対し行動を開始、最も有名な個人サーバであった「L2Extreme」のサーバ運営者が著作権侵害に問われFBIにより強制閉鎖された。NCソフトは公式サイトを通じてこれを報告した。
「L2Extreme」は推定5万人のアクティブユーザを抱えていた海賊版サービスであり、登録したユーザー数は50万を超えるという。エヌ・シー・ソフトは「L2Extreme」の海賊版サービスによる損失を年間数百万ドルと見積もっており、「この海賊版業者の違法ダウンロードによってエヌ・シー・ソフトの推定帯域コストは、この業者の運営期間中に100万ドル近くに上った」、と公式に発表している。
また、FBIによる家宅捜索の結果レポートではそのクラッキングによる違法性が改めて検証され、2007年2月にFBIおよびUS版リネージュII公式サイト上で公開された。
不正アクセスの容疑者逮捕
フィッシングサイトを開設して「BOT」を配布した。この不明プログラムをダウンロードすることでコンピュータウイルスに感染し、公式アカウントとパスワードをプレイヤーのPCから不正に入手。アカウントを乗っ取ってゲーム内アイテムや通貨をRMTにより売却し、利益を得ていた。
エヌ・シー・ジャパンの解析と、警察当局の捜査により行動の一部始終と所在地が割り出され、2010年11月24日に神奈川県警により犯人逮捕となった。この事は多くのメディアでも報道されることとなった。

## ゲームに関する現実世界での事件
ゲームプレイヤー同士の殺人事件
2007年2月2日、ロシア国内でゲーム内の争いに端を発する、ゲーム内の仮想空間内ではない現実世界でのゲームプレイヤー集団同士の乱闘が発生し、この乱闘で22歳の学生が33歳の男性を殺害した。
ゲームプレイヤーが健康被害で運営会社を訴える
ゲームにのめり込み、日常的な行為が出来なくなったとして、アメリカ・ハワイ在住の男性が制作・運営会社に対し訴状を提出した。訴状には「原告をはじめとするLineage IIのプレイヤーたちに対して、その危険かつ欠陥のあるゲームの特徴について警告・指導を行なわず、また、ゲームの安全かつ適性な利用について適切に警告・指導することを怠った」とあった。この訴状に対してアメリカ合衆国連邦裁判所の判事は2010年8月4日、訴えの一部を認め、審理を進行する判断を下し49ページに渡る公式文書を提示した。

## サーバ一覧
稼動している日本国内のサーバは3台。日本国外からの接続は利用規約（利用約款）によって禁止されている。また、日本国内であっても同一接続環境からの大量接続も制限されている。

ライブサーバー　※サーバ名については本作のバックグラウンドストーリー（事実上の原作）のドラゴンに由来する
・アンタラス
・ヴァラカス
・リンドビオル
・パプリオン